# Bailu, Jiangsu
Bailu är en köping i Kina. Den ligger i provinsen Jiangsu, i den östra delen av landet, omkring 230 kilometer norr om provinshuvudstaden Nanjing. Antalet invånare är 45 586. Befolkningen består av 23 202 kvinnor och 22 384 män. Barn under 15 år utgör 23,0 %, vuxna 15-64 år 66 %, och äldre över 65 år 9,0 %.
Runt Bailu är det tätbefolkat, med 613 invånare per kvadratkilometer. Närmaste större samhälle är Xiaojian, 14,7 km nordost om Bailu. Trakten runt Bailu består till största delen av jordbruksmark.
Genomsnittlig årsnederbörd är 1 055 millimeter. Den regnigaste månaden är juli, med i genomsnitt 294 mm nederbörd, och den torraste är januari, med 14 mm nederbörd.